# José Joaquim de Sá Freire Alvim

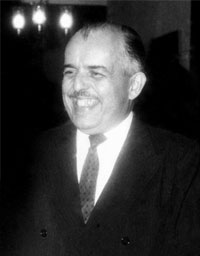
José Joaquim de Sá Freire Alvim

José Joaquim de Sá Freire Alvim (* 1909 in Rio de Janeiro; † 9. Juli 1981 ebenda) war ein brasilianischer Politiker.
Sá Freire Alvim studierte Rechtswissenschaften an der Faculdade de Direito do Rio de Janeiro. Im Juli 1958 wurde er von Staatspräsident Juscelino Kubitschek zum Bürgermeister des damaligen Distrito Federal ernannt. Seine Amtszeit endete im April 1960 mit der Verlagerung der Hauptstadt nach Brasília.